# 王公族
王公族（おうこうぞく、朝鮮語: 왕공족）は、韓国併合後の旧韓国皇帝とその一族（李王家）の日本における称号である王族と公族の総称である。皇帝の直系が王族、李王家の一族である2家が公族だった。
本記事では制度としての王族・公族について記述し、家系については李王家で記述する。

## 概要
1910年（明治43年）、韓国併合ニ関スル条約により韓国併合された後、同条約に基づき、韓国皇帝（純宗）、太皇帝（高宗）、皇后（尹氏）、皇太子（垠）の4名が「王族」に、李堈と李熹が「公族」となった。それぞれ、男子によって継承された。
一部制約があったものの（後述）、日本の皇族に準じる扱いを受けており、また李垠は後に梨本宮家の方子女王と婚姻し、皇室と姻戚関係となった。昭和時代になると王公族は皇族とほぼ同一視され、李垠は軍隊において他の皇族と同じように「宮様」と呼ばれていた。
1926年（大正15年）12月1日に「王公家軌範」が公布され、細部の制度が確立されるとともに、皇族男子同様、旧日本陸軍又は旧日本海軍へ武官として任ぜられることが義務付けられた（詳細は皇族軍人も参照）。うち、李鍝公が公務中に広島市への原子爆弾投下で被爆・薨去し、「戦死」扱いとなっている。
1947年（昭和22年）5月3日の日本国憲法の施行前後に身位を喪失した。

## 歴史

### 成立
日本において韓国併合の方針が固まりつつあると、大韓帝国皇族の扱いについても検討が開始され始めた。1909年（明治42年）に日本で作成された『大韓細目要項基礎案』では、併合後の韓国皇帝純宗にはヨーロッパの例（Grand Duke、大公）に倣って「大公」、太皇帝高宗と皇太子、義王李堈は「公」の称号で呼び、敬称として「殿下」を用いることとされていた。さらに大公とその一門を東京に移住させ、政治には関わらせないようにするとされていた。これは純宗を日本の皇太子の下、親王の上に位置づけるという明治天皇の意向に基づき、外務省が作成したものであった。
1910年（明治43年）8月16日、京城（現在のソウル特別市）において併合交渉が始まり、韓国統監寺内正毅が大韓帝国首相の李完用と農商工部大臣趙重応に対して併合の概要を提示した。李完用は唯一の希望として「韓国」の国号と「王」の尊称を残すことを述べた。寺内は国号については「朝鮮」に改める点を伝達し韓国側の了承を得たが、単に「王」とすると将来において「朝鮮王」を名乗る危険性があるとして「李王」という案を提示した。趙重応はこれに不満であったが、やむを得ず了承した。
当時日本は関東大水害によって混乱しており、また通信の問題により韓国での交渉の経緯も十分に伝わっていなかった。8月16日に作成された詔書案では、純宗と高宗に対して大公、王世子を公、義王については一代限りの公とするとされていた。これを受けた寺内は8月17日に大公を王に改めるよう桂太郎首相に要請し、承諾された。8月20日には寺内から純宗を李王として昌徳宮を称させ、高宗は太王として徳寿宮と称させ、更に公として高宗の兄であり、8月15日に興王となった李熹も公に列するよう伝えた。8月22日には日本政府から純宗を「王」にするとし、「李王にあらず」と注釈をつけて伝えた。新城道彦は、宮内省が皇族の礼遇を受ける王公族に姓である「李」をつけるのを嫌ったものとしている。
8月22日に調印された韓国併合ニ関スル条約により韓国併合された後の大韓帝国皇室の扱いについて、同条約は以下のように定めた。
8月29日、「前韓国皇帝ヲ冊シテ王ト為ス詔書」「李堈及李熹ヲ公ト為スノ詔書」（以下、「冊立詔書」とする）が出され、李王家に対して「皇族の礼」と「殿下」の称を用いることが定められた。
王公族の監督権については統監府側が要求していたが、宮内省によって監督されることとなった。1911年（明治44年）2月1日には李王職官制（明治43年皇室令第34号）に基づき、宮内大臣の管轄下で王公族の家務を掌る李王職が京城に置かれた。李王職の職員はほとんどが大韓帝国の宮内府の職員であり、朝鮮に駐在する職員については朝鮮総督の監督下にあると規定された。

### 制度の確立

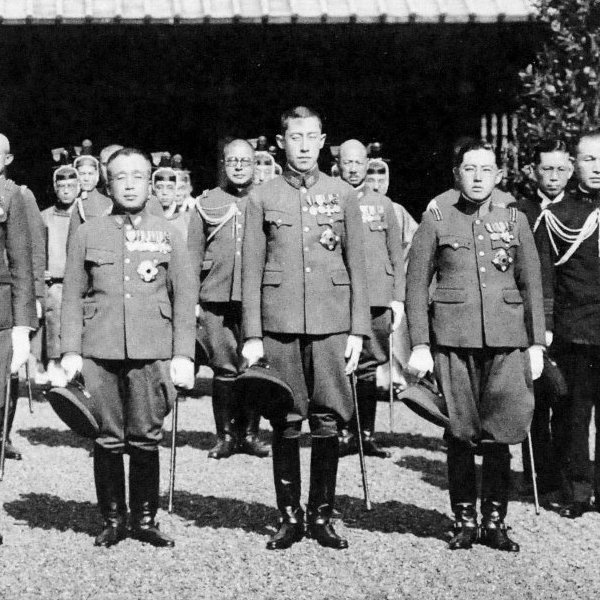
1938年（昭和13年）、靖国神社を参拝した王公族
左から、李王垠、李鍵公、李鍝公

その後しばらくは、李王家の扱いは法的に定まっていなかったが、1916年（大正5年）に王世子李垠と梨本宮家の方子女王の間に縁談が持ち上がり、李王家の法的関係を定める必要が生まれた。11月4日に枢密顧問官伊東巳代治を総裁とする「帝室制度審議会」が設立され、折から問題となっていた皇室令改正とあわせて李王家の問題も扱われることになった。
審議の結果、王公族制度は日韓併合条約とその後の詔書に基づくこと、身分は皇族に準じ、臣籍ではないことなどを基本とした「王公家軌範案」が作成され、「皇室令」によってこれを公布するという形を取ることとした。しかしこれは枢密院では否決されてしまい、採択に至らなかった。枢密院は皇族以外の存在である王公族の身分を皇室令で定めることには反対であり、一般臣民の規定同様法律の制定によって定めるべきであると主張した。これは元老山縣有朋の強い影響下にあった枢密院が、伊東の影響力が増大することを恐れていたという背景もある。一方で枢密院は李垠と方子女王の結婚自体については賛同しており、皇室典範を増補して王公族を皇族の結婚相手として認める案が出された。しかし帝室制度審議会の伊東と平沼騏一郎は王公族と皇族が同族ではないと明示するような増補には強硬に反対した。天皇の沙汰という形になっている縁談を中止することはできず、政府と宮内省は帝室制度審議会の反対を押し切って皇室典範の増補に踏み切った。1918年（大正7年）11月2日、皇室典範増補は皇族会議の満場一致で採択され、12月1日に正式に李垠と方子女王の婚約が成立した。
1922年（大正11年）に山縣が没し、伊東の勢力が拡大したことと、旧山縣閥の一木喜徳郎が宮内大臣に就任し、皇室制度改革に協力的になったことで、王公家軌範制定の道筋がつけられるようになった。こうして「皇室令によって王公族の身分を定めることを、法律によって認める」ことで法的な疑義を解消する方針が固まった。1925年（大正14年）11月10日に王公家軌範案が隠居規定の創設など細部修正の上で枢密院可決された。王公族の扱いを皇室令によって定めることができるとした「王公族ノ権義ニ関スル法律」（大正15年法律第83号）は、3月23日に帝国議会で可決されており、これが12月1日に公布され、これを受けて同じ12月1日に皇室令第17号として「王公家軌範」が公布された。
軌範に基づき皇族における皇族会議と同機能を持つ王公族審議会が設置された。王公族審議会は総裁及び審議官をもって組織され、総裁は宮内大臣の奏請により枢密院議長枢密院副議長及び枢密顧問官の中より勅命され、審議官は10人とし宮内大臣の奏請により親任官勅任官及び朝鮮貴族の中より命ぜられた。
1927年（昭和2年）からは宮内省図書寮において王公族の登録簿である「王公族譜」の編纂が開始された。

### 日本敗戦後
1945年（昭和20年）、ポツダム宣言受諾が決定されたが、8月12日に昭和天皇が皇族に伝達した際には、王公族の李垠と李鍵も参列している。昭和天皇はこの際に王公族の今後についても協議するべきではないかと考えたが、内大臣の木戸幸一によって制止されたため、協議は行われなかった。
日本の降伏によって、日本は朝鮮半島における支配権を喪失したが、王公族の身分にはこの時点では変更はなかった。しかし1945年度で王族に対する歳費は打ち切られ、王公族の暮らしは苦しいものとなった。さらに1946年（昭和21年）の財産税によって、李垠の家計は非常に困難となった。またこの年には李王職が廃止され、李王職が保持していた公家の住居などの不動産は王公族に分配された。
1947年（昭和22年）5月2日の皇室令及附屬法令廢止ノ件で「王公家軌範」が廃止され、5月3日の日本国憲法施行の際現に効力を有する命令の規定の効力等に関する法律（昭和22年法律第72号）の発効で「王公族ノ権義ニ関スル法律」「王公族から内地の家に入つた者及び内地の家を去り王公家に入つた者の戸籍等に関する法律」（昭和2年法律第51号）が廃止されたことで、華族とともに王公族はその身分を失った。
王公族の身分喪失は華族と同様に皇族以外の貴族身分を認めない日本国憲法第14条の規定に基づくとされる説が有力ではあるが、当時は王公族はかならずしも条文の「貴族」と見られていたわけではなかった。臨時法制調査会の一員として帝国憲法改正にともなう法制整備の調査を担当していた萩原徹外務省条約局長は、王公族を貴族と解釈するには若干の疑問があると述べ、さらに「王公族は皇族にしてしまうか、又は皇族に準じた地位を与えてもよいのではあるまいか」と考えていた。新城道彦は新憲法施行により身分を喪失したというよりも、公布の前日5月2日に行われた外国人登録令の施行と同時に一般の在日朝鮮人と同様、王公族は「外国人」となり（王公族の地域籍は朝鮮と見なされていた）、合わせて身分を喪失したとしている。ただし、外国人登録令は、在日朝鮮人の法的地位を変更する規定はなく、第11条第1項で、「外国人登録令の適用について当分の間、外国人とみなす」、と規定していただけであり、この見解は妥当ではない。
その後も王公族は法的に特殊な存在であった。1949年（昭和24年）に桃山虔一と改名していた李鍵は、離婚について宮内庁に報告を行い、手続きを行っている。1950年（昭和25年）に李垠の子李玖がアメリカ留学しようとした際には大韓民国政府から旅券が発給されず、宮内庁から臨時旅券を取得しようとしたため、駐日代表部の金龍周が非公式ながらも個人名で旅券を発給したという事例もある。
1952年（昭和27年）の平和条約の発効により、朝鮮に対する主権の放棄がされ、民事局長通達は、これにより、日本に居住していた朝鮮人の日本国籍は、喪失したとした。従って日本に居住していた旧王公族である李垠・桃山虔一の一家は日本国籍を喪失した。しかし大韓民国の李承晩大統領は旧王公族の大韓民国籍を認めず、日本に残った王公族は無国籍者となった。1957年（昭和32年）に李垠夫妻が李玖の卒業式に出席するためにアメリカに出国しようとした際も、大韓民国は旅券の発給を認めなかったため、日本政府が大学の招聘状に基づいた特別の旅行証明書を交付している。1960年（昭和33年）に李垠夫妻は日本国籍を取得した。
李承晩が失脚した後、韓国では旧大韓帝国皇室の人物の復権が進んだ。1962年（昭和35年）に朴正煕大統領は李垠夫妻の大韓民国籍を回復させ、1963年（昭和36年）には生活費の送金を開始した。同年12月には李垠夫妻が韓国にわたった。

## 王族
王族にはその子女に対しても殿下の敬称が用いられ、朝鮮刑事令第3条により、王族への不敬行為について皇族に対する不敬罪の対象となった。また年間150万円にも及ぶ歳費が下されたが、これは皇族の各宮家が一家あたり4～10万の歳費を受けていたのに対して破格のものであった。しかし膨大な職員を抱える李王職を維持する必要があり、財政は困難であった。1921年までに李王職の定員が削減され、歳費も180万円に増額されたが、それでも財政は苦しかった。また年4回の大祭や年一度の清明祭など、王朝時代の祭祀も続けて行った。
併合時に王族となったのは、李王坧とその妃尹氏、李太王李㷩、王世子李垠の4名であった。1920年（大正9年）に李垠の妃方子が王族に列し、1921年（大正10年）には王世子夫妻に李晋が生まれた。この際には王公家軌範が成立していなかったため、大正天皇の詔書によって王世子の子孫にも殿下の継承を用いることが定められた。
1925年（大正15年）の王公家軌範の成立により、李太王の庶子であった李徳恵が「故李太王の子にして王家に在る者」として王族に列したが、敬称は「殿下」ではなく、「姫」と呼ばれた。徳恵は1931年（昭和6年）に伯爵宗武志と結婚し、王族の地位を離れた。また同年には王世子夫妻に第二子李玖が生まれ、王公家軌範の規定により王族に列した。

### 王
最後の皇帝であった純宗は「王」に冊立され、呼称される際には「李王」と呼ばれることとなった。これは中華世界の伝統にある「冊封」と捉えることがあるが、1910年8月29日に行われた冊立の儀式では、王が東面、勅使が西面するなど、君主の代理たる使者が南面し、臣たる王が北面することで君臣の礼をとる「冊封」の儀式とは異なるものであった。呼称される際は「昌徳宮李王坧（しょうとくきゅうりおうせき）」と呼ばれた。李王坧は、李王家が所有する昌徳宮に居住した。
皇太子李垠は「王世子」とされ、非公式な場では「昌徳若宮」とも呼ばれた。李垠は皇太子時代から東京に留学しており、その後も東京に居住した。
王位は男子によって世襲されるものと定められ、大正15年（1926年）の李王坧の薨去により、王世子の垠が王位を継いだ。この際、宮内省の会議では「昌徳宮李王」は李王坧個人の呼称であり、単に「李垠王殿下」と呼ぶべきであるという案も出たが、朝鮮側の希望が「李王」であると判断されたため、「昌徳宮李王垠（しょうとくきゅうりおうぎん）」とされた。李垠は昌徳宮に居住していなかったが、この頃には「昌徳宮」は皇族の「宮号」のように扱われていた。同年生まれた李玖は王世子となった。

#### 李王家系図
- 李王坧－李王垠－李玖

### 李太王
太皇帝（前皇帝）高宗は太王とされ、「徳寿宮李太王㷩（とくじゅきゅうりたいおうき）」と呼ばれた。太王の地位は一代限りとされており、併合後に生まれた李太王の庶子も王族とはされなかった。このため李太王は寺内総督に強く働きかけ、庶子李徳恵を王族に列させることに成功した。李太王自身は生涯京城を離れず、李王家が所有する徳寿宮に居住し続けた。

#### 李太王家系図
- （李太王）㷩－李徳恵

## 公族
大韓帝国において王位をもっていた親族には「公」の称号が与えられ、その夫人とともに「公族」に列せられた。公となったのは高宗の庶子で純宗の弟に当たる李堈と高宗の兄の李熹である。公族の子に対しては「殿下」の敬称が用いられず、男子は「様」「公子様」、女子は「姫」と呼称された。また王族とは異なり、不敬罪の対象とはならなかった。また公族には歳費の支給が行われなかった。しかしその財政は李王職によって監督されたため、公家が自由に使えるものではなかった。
李堈公家は2代、李熹公家は4代にわたり世襲された。

### 李堈公家
李王垠の異母兄・義王李堈の家系。併合時に恩賜公債84万円が賜与されその利子を得たほか、慶尚南道や咸鏡南道の漁業権を民間に貸与することで収入を得た。李堈はかねてから奔放な生活を送っており、漁業権を別々の人物に貸与するなどの詐欺行為を働いたほか、18人の夫人に28名の子を産ませる、摂政裕仁親王に公を廃して平民にしてほしいと直訴するなど問題行動が多く見られた。このため1930年に李堈は隠居に追い込まれ、子の李鍵が公となった。李堈の庶子はほとんどが認知されず、公族となった李堈の子は2名のみである。戦後、外国人登録令により外国人登録の対象となった李鍵は翌日に日本式の「桃山虔一」と改名した。「桃山」は明治天皇の陵墓である伏見桃山陵にちなんだものであり、昭和天皇の了承を得て改名したものである。その子孫は日本に居住している。また李堈の庶子の一部は、大韓民国において韓国皇室後裔として活動している。

#### 李堈公家系図
- 李堈公－李鍵公

### 李熹公家
李太王高宗の父、興宣大院君李昰応の長男であった興王李熹の家系。併合時に恩賜公債100万円が賜与され、その利子と不動産の利益で生計を立てたが、財政は苦しく、李王家からの援助で補填せざるを得なかった。第二代公の李埈は1917年に急逝したが男子がなく、李堈の次男李鍝を養子として迎えた。1945年（昭和20年）の広島市への原子爆弾投下によって李鍝が戦死したため、子の李清が公を継いだ。李鍝公妃賛珠は戦前から朝鮮で居住しており、その子孫も大韓民国に住居している。

#### 李熹公家系図
- 李熹公－李埈公＝李鍝公－李淸公

## 王公族の特権
王公家軌範（大正15年皇室令17号）等により、ほぼ皇族と同等の各種の特権や義務が規定された。ただし皇位や摂政職につくことや皇族会議への参加は認められない。また枢密院会議に班列する権利や貴族院議員たる権利は無かった。
- 皇族女子と婚姻する特権（皇室典範大正7年増補）
皇族女子の婚嫁は、皇室典範第39条により皇族、勅旨により特に認許された華族に限られていた。王公族は、皇族に準じる存在として解釈で可能とする主張もあったが枢密院で否認され、李王垠と梨本宮家の方子女王の婚約は皇室典範増補により対応された。王公家軌範には規定はない。
- 敬称を受ける特権（王公家軌範第19条）
皇族と同様に殿下の敬称を受ける。皇族の宮家の長が○○宮殿下と称されたのに対し、王は李王垠殿下、公は李鍝公殿下などと姓と諱が用いられた。
- 朝鮮貴族に列せられる特権（王公家軌範第20条）
王公族の子にして王公族に非ざる者（庶子）が一家を創立する場合に於いては勅旨に依り朝鮮貴族に列されることとなった。ただし適用例はない。
- 朝見の特権（王公家軌範第12条・第39条）
王系または公系を襲いだ者は妃と共に天皇・太皇太后・皇太后・皇后に朝見する。王・太王・王世子・王世孫・公は成年に達したときは天皇・皇后・太皇太后・皇太后に朝見する。
- 司法上の特権（王公家軌範第28条ないし第30条）
皇室裁判令の規定が準用される。民事訴訟の管轄について特則がある。天皇の勅許なくして勾引・召喚されない。
- 就学上の特権（王公家軌範第37条）
就学について皇族就学令が準用され、学習院・女子学習院に就学する特権を有する。
- 班位の特権（王公家軌範第40条）
皇族に次ぎ、華族の上位の班位を有する。
- 受勲の特権（王公家軌範第51条ないし第58条）
王は満15年に達した後大勲位に叙せられ菊花大綬章を賜う（皇族の親王に同じ）。王妃は結婚の礼を行う当日勲一等に叙せられ宝冠章を賜う（皇族の親王妃に同じ）。王世子・王世孫・公は満15年に達した後勲一等に叙せられ旭日桐花大綬章を賜う（皇族の王に同じ）。王世子妃・王世孫妃・公妃は結婚の礼を行う当日勲二等に叙せられ宝冠章を賜う（皇族の王妃に同じ）。
- 任官の特権（王公家軌範第59条）
王・王世子・王世孫・公は満18年に達した後、特別の事由ある場合を除くの外、陸軍または海軍の武官に任ぜられる。
- 居住の制限（王公家軌範第31条）
王、太王、王世子、王世孫および公は、勅許を経てその住所を定めた。その他の王公族も、王または公の許可を得て住所を定めた。
- 国外旅行の制限（王公家軌範第32条）
王公族が外国に旅行するときは、勅許を要した。
- 養子縁組の制限（王公家軌範第24条、第63条ないし第65条）
王公族は、養子をすることができない。ただし、王公族審議会の諮詢を経て勅許を得れば、一般臣民の家督相続人となり、または家督相続の目的をもって養子となることはできた。王公家の後継が不在の場合は、王または公の子孫で4世以内のものを養子として迎えることができた（王公家軌範第8・9・10条）。
- 行為の制限（王公家軌範第33条ないし第36条）
王公族は商工業を営み、または営利を目的とする社団の社員もしくは役員となることができない（ただし、株主となることはできる）。営利を目的としない団体の役員となる場合は勅許を要した。また、任官による場合を除くほか、報酬を受ける職に就くことができない。さらに、公共団体の吏員または議員となることもできない。

### 武官
王公族付武官には主として旧大韓帝国軍人たる朝鮮軍人が充てられた。また、李王家と王宮警護のために朝鮮歩兵隊・朝鮮騎兵隊が置かれた。これらの部隊は朝鮮人のみによって構成されるもので、李王家の実質的な近衛兵であった。しかし1913年に朝鮮騎兵隊、1930年に朝鮮歩兵隊も廃止されている。

## 王公家軌範に基づく王公族の範囲
王公家軌範によると、王公族は次のように規定される。
- 王族：以下のうち王家にある者

1. 王 - 李家の当主。純宗・李垠のみ。
2. 王妃 - 王の妃。
3. 王の子
4. 王の子の配偶者
5. 太王 - 王が隠居したもの。高宗のみ。
6. 太王妃 - 太王の妃。
7. 太王の子
8. 太王の子の配偶者
9. 王の長子孫の系統に在る者およびその子
10. 前記の配偶者
11. 上記のいずれかの子である女子

- 公族：以下のうち公家にある者

1. 公 - 高宗前皇帝ないしそれ以前よりの大韓帝国皇族の傍系。
2. 公妃 - 公の妃。
3. 公の子
4. 公の子の配偶者
5. 隠居した公
6. 隠居した公の配偶者
7. 隠居した公の子
8. 隠居した公の子の配偶者
9. 公の長子孫の系統にある者およびその子
10. 前記の配偶者
11. 上記のいずれかの子である女子

班位は以下の順序である（王公家軌範第40条）。
1. 王
2. 王妃
3. 太王
4. 太王妃
5. 王世子
6. 王世子妃
7. 王世孫
8. 王世孫妃
9. 公
10. 公妃

## 日本の皇室・華族との関係

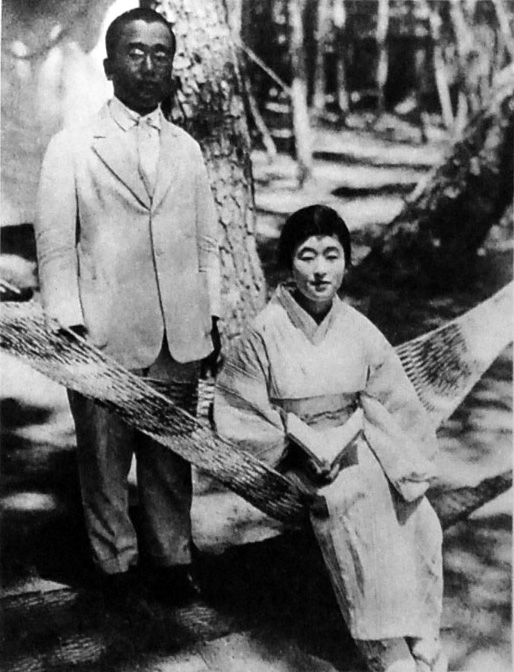
1924年（大正13年）撮影、李垠と妃方子女王

1920年（大正9年）4月、王世子李垠と梨本宮家の方子女王が婚姻し、日本の皇室と姻戚関係となった。二人の間には、晋（夭折）と玖の2男が誕生した。垠と方子女王及び梨本宮家との関係は良好であった。1963年に夫妻は韓国へ帰国し、方子は夫が死んだ後も韓国に残り、韓国の社会福祉活動に貢献した。
また李鍵公が海軍大佐松平胖の娘松平佳子と結婚、また李徳恵が宗武志伯爵と結婚しているが、戦後に離婚している。李鍝公の妻朴賛珠は朝鮮貴族朴泳孝侯爵の娘である。
李太王は日本人と李垠が結婚することを望んではいなかったが、李王家の存続にもつながるため皇室と縁戚関係になることは望んでいた。李垠など第二世代である王公族は皇族と同様の地位を自明のものとしており、日本の皇族達とも円満な関係を持っていた。戦後も李玖は旧皇族の伏見博明と親しく交友し、方子も皇族と交流があった。
李鍵公は特に皇室とは親しく、三笠宮崇仁親王、賀陽宮恒憲王、竹田宮恒徳王とは月1回持ち回りで宴席を設けるほどの仲だった。李鍝公は兄の李鍵公によれば「その日（朝鮮独立）が来るのを、何にもまして待っていた」と表現されるほどであったが、軍務には忠実であり、高松宮宣仁親王とも親しかった。高松宮は李鍝公を「鍝ちゃん」とよんでいたという。

## 関連文献
- 島善高「大正七年の皇室典範増補と王公家軌範の制定」『早稻田人文自然科學研究』第49巻、早稲田大学社会科学部学会、1996年3月、1-49頁、CRID 1050282677477861632、hdl:2065/10315、ISSN 0286-1275。